# Monietnyj
Monietnyj (ros. Монетный) – osiedle w Rosji, w obwodzie swierdłowskim, w okręgu miejskim Bieriozowskiego. W 2021 liczyło 5616 mieszkańców.